# ArXiv
arXiv（アーカイヴ、archiveと同じ発音）は、物理学、数学、計算機科学、数量生物学、数量ファイナンス、統計学、電子工学・システム科学、経済学の、プレプリントを含む様々な論文が保存・公開されているウェブサイトである。論文のアップロード（投稿）、ダウンロード（閲覧）ともに無料で、論文はPDF形式である。1991年にスタートして、プレプリント・サーバーの先駆けとなったウェブサイトである。大文字の X をギリシャ文字のカイ（Χ）にかけて archive と読ませている。
現代（2019年）においてはこうした仕組みのサイトは特に珍しいものでもない。しかし、arXivの設立当初（1990年代初頭）においては、学術出版社や大学図書館を介さずに研究者同士がインターネットを介して直接に論文をやりとりできる場として、学術出版関係者に大きな驚きをもって受けとめられた。
2015年8月現在106万報以上の論文が保存されている。毎月8,000報を超える論文が追加されている。1991年、LANL preprint archiveという名称でロスアラモス国立研究所を運営元としてスタートし、1999年にarXiv.orgと改名。現在はコーネル大学図書館が運営元となっている。

## 歴史

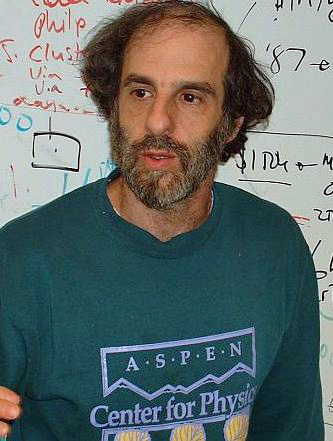
ポール・ギンスパーグ

arXivの前身はLANL preprint archiveで、1991年、ロスアラモス国立研究所の研究員であったポール・ギンスパーグにより、物理学分野のプレプリントを保存しておくためのサーバとして開発された。当時のドメインは xxx.lanl.gov 運営元はロスアラモス国立研究所であった。1999年にarXiv.orgと改名。2012年現在はコーネル大学図書館が運営元となっている。

## 査読
arXivは時間のかかる査読プロセス（平均して数ヶ月、長いと一年以上かかる）を避けて、素早い情報交換を行なうことを目的として設置されている。そのため、基本的に登録された論文の内容を精査してから公開・非公開を決める、という作業はしていない。とはいえ完全にフリーパスだという事ではない。あまりにひどい論文は削除されたり、登録分野から移動させられたりする。
例えば2001年にアメリカのテネシー州在住の創造論者が、神による宇宙の創造を説く十篇の論文をarXivに登録した事がある。この論文はarXivのスタッフによって全てサーバから削除され、登録者のアカウントは停止された。ただ論文の登録者はこれを不服としてarXivの管理者を相手取って訴訟を起こした。

## ミラーサーバ
arXivは過去にミラーサーバーを運用していたが、2024年に終了した。
2012年7月現在、メインのサーバを除き世界4ヵ国にミラーサーバを持つ。アメリカのコーネル大学図書館のサーバを中心に、あとの4ヶ所はミラーサーバとして、各地のユーザーに対して高速なアクセス環境を提供する役目を担っている。日本のミラーサーバは京都大学の基礎物理学研究所（旧湯川記念館）に置かれていた（2015年12月運用停止）。

## 有名論文
arXivにはさまざまな論文が投稿されているが、ここではその中でも特に有名な論文を紹介する。

### ポアンカレ予想の解決
ポアンカレ予想を解決した三部の論文。ロシア人数学者グリゴリー・ペレルマンが2002年から2003年にかけて投稿した論文で、この功績によりペレルマンは2006年のフィールズ賞を受賞した（ただし本人は辞退）。arXivはその基本的な使われ方として、論文が学術雑誌に正式に掲載される前のインターネット上での先行発表のような形で使用されている。そのためarXivへ論文が投稿された場合は並行して学術雑誌へも同じ論文が投稿されているのが普通である。しかしペレルマンは論文をarXivに投稿しただけで学術雑誌には一切投稿しなかった。arXivは基本的にただのアップローダであることから、論文が後に専門の学術雑誌に掲載されない場合、そうした論文は投稿者の正式な研究上の業績と見なされにくい。ペレルマンの発表方法が「arXivにのみ投稿する」という変則的なものであったことは、2010年にミレニアム懸賞問題の賞金100万ドルをペレルマンに授与するかどうかを決定する際にひとつの問題となった（ポアンカレ予想#賞金100万ドルも参照）。最終的に100万ドルをペレルマンに授与することになったが、本人は賞金の受賞を辞退した。
- The entropy formula for the Ricci flow and its geometric applications、2002年11月11日
- Ricci flow with surgery on three-manifolds、2003年3月10日
- Finite extinction time for the solutions to the Ricci flow on certain three-manifolds、2003年7月17日

## 投稿論文の識別子
arXivに投稿された論文には一意な識別子（Identifier）が与えられる。識別子の付与規則は2007年4月1日を境に改定されており、旧式のものと新式のもの二種類がある。以下、順を追って説明する。

### 旧式
以下は2007年3月31日まで取られていた識別子の付与規則。先頭に論文の投稿分野を示すアルファベットの文字列、その後スラッシュに続いて投稿された年と月を示す四桁の数字、そして最後にその分野でその月その分野に何本目に投稿された論文なのかを示す三桁の数字が続く。この文字列全体でひとつの論文を指し示す一意な識別子となっている。具体例を一つ示す。
```
arXiv:math.DG/0211159
```

各項は次のような意味を持つ。
- math：数学分野の
- DG:微分幾何学分野（Differential Geometry）に
- 0211:2002年11月に投稿された
- 159:159番目の論文

### 新式
2007年4月1日からはジャンルを表すアルファベットがなくなり、よりシンプルな形となった。また数学（math）、固体物理（cond-mat）、宇宙物理学（astro-ph）などの分野では月間の論文投稿数が1000本を上回ることが確実になっていたため、末尾に振られる数字の桁数が三桁から四桁に増やされた。さらに論文の改訂版のアップロードが頻繁に行われるため、論文の版を明示できるように、末尾にアルファベットのv（version）と版を現す数字をつけるようになった。具体例を一つ示す。
```
arXiv:0711.4630v2
```

各項は次のような意味を持つ。
- 0711:2007年11月に投稿された
- 4630:4630番目の論文で
- v2:第二版にあたる